# Cova de Bisitun
La cova de Bisitun (cova del caçador) és un jaciment arqueològic que es troba a les muntanyes Zagros, a la província de Kermansah, al Kurdistan iranià.

## Descripció
La cova de Bisitun és una de les cinc coves situades a la base de La Roca de Bisitun, un penya-segat de 1.300 m d'alçada a la plana de Txamtxamal.
Va ser excavada per primera vegada l'any 1949 per l'antropòleg nord-americà Carlton Coon, i destaca pel descobriment d'eines de pedra mosterianes del Paleolític mitjà, restes de 109 espècies identificables de mamífers del Plistocè i, sobretot, per les restes d'homínids. El paleontòleg Harold Dibble va descriure que les eines de pedra tenen forts components levallois. Tots els objectes són aparentment de la mateixa època.

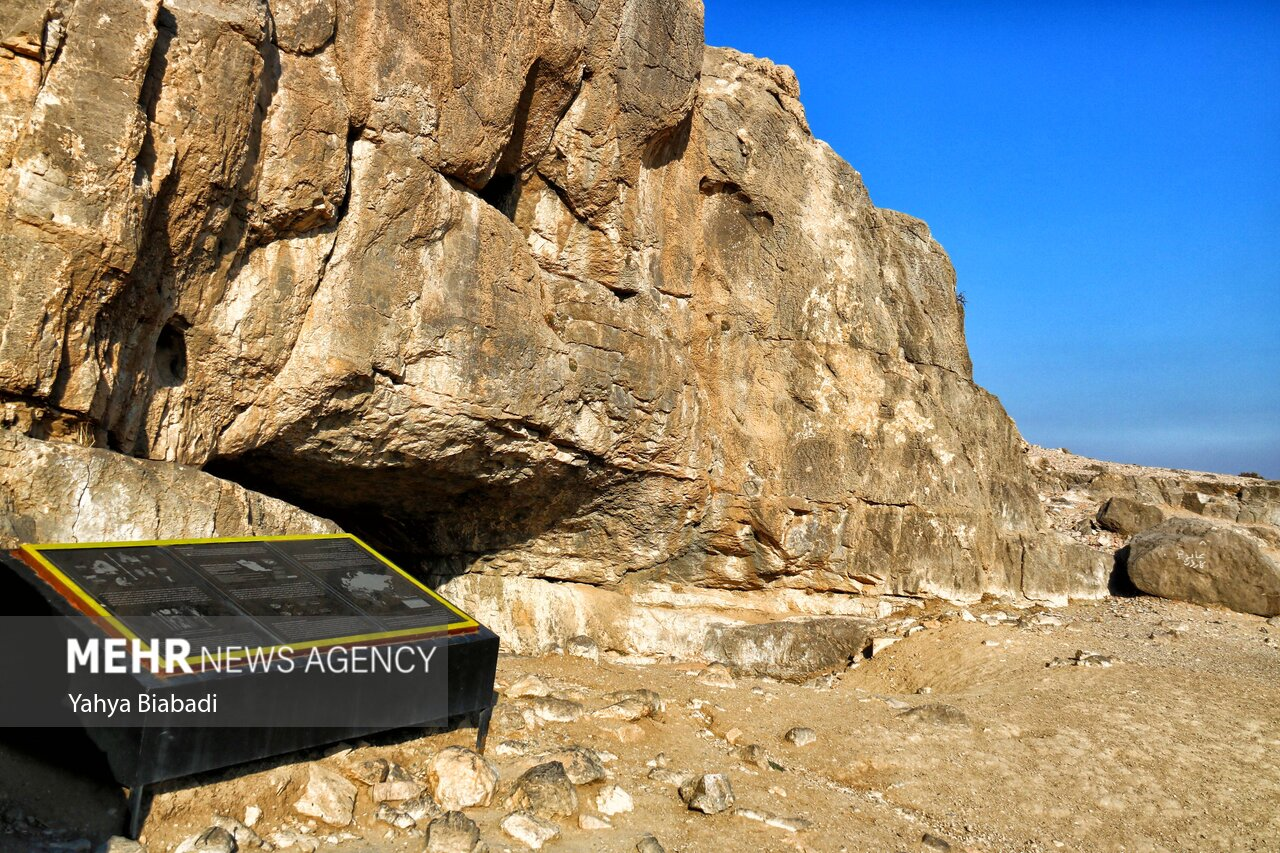
La cova al complex històric de Besitun.

No ha estat possible discernir una edat geològica dels nivells del Paleolític mitjà a la cova de Bisitun. Tanmateix, l'abundància relativa de Cervus als dipòsits suggereix l'existència d'un bosc proper, el que indicaria una fase més càlida del Plistocè superior. Al sud-oest d'Àsia en general, el Paleolític mitjà el trobem entre els períodes plistocè mitjà tardà (etapa d'isòtops marins 6/7) i la meitat de l'últim glacial (etapa d'isòtops marins 3). Per tant, es considera que l'ocupació de la cova de Bisitun va ser durant aquesta etapa (300 000 - 10 000 BP).

## Restes d'homínids
Coon va descriure dues restes d'homínids trobades al jaciment, un incisiu superior maxil·lar i un fragment d'eix de radi, tots dos trobats en una capa designada F+. Aquestes restes van ser enumerades però mai descrites completament per a la comunitat paleontològica. Quan finalment es van tornar a examinar quatre dècades més tard, es va trobar que l'incisiu era el d'un bòvid.
Per la seva banda, el fragment de radi mostrava afinitats neandertals, ja que s'expandeix de manera mediolateral a la cresta interòssia. El fragment de radi també mostrava signes de carnívors carronyaires o rosegadors, com ara xacals i guineus, les restes dels quals també eren presents al jaciment.